# دوغ شابمان
دوغ شابمان هو لاعب هوكي الجليد كندي، ولد في 27 مارس 1930 في تورونتو في كندا.